# حادثه تیراندازی راست
در ۲۱ اکتبر ۲۰۲۱، در مزرعه بونانزا کریک در بونانزا سیتی، نیومکزیکو، ایالات متحده، الک بالدوین در هنگام تمرین در سر صحنه فیلم راست با هفت‌تیر به سوی هالینا هاچینز فیلم‌بردار و جوئل سوزا، کارگردان، که در پشت صحنه بودند شلیک کرد. در حالی که بالدوین تصور می‌کرد یک اسلحه ایمن ویژه صحنه‌های سینمایی در دست دارد، گلوله هاچینز را از پای درآورد و جول سوزا را هم به‌طور جدی مجروح کرد.
این حادثه در حال حاضر توسط کلانتر شهرستان سانتافه، دادستان ناحیه اول نیومکزیکو و اداره بهداشت و ایمنی شغلی نیومکزیکو در حال بررسی است. تولید راست برای مدت نامحدودی به حالت تعلیق درآمد. این حادثه بحثی را در مورد ایمنی شغلی در صنعت فیلم، برخورد با کارمندان آن و استفاده از اسلحه واقعی به عنوان لوازم جانبی به راه انداخت.